# 伊集院忠棟
伊集院 忠棟（いじゅういん ただむね）は、戦国時代から安土桃山時代にかけての武将。島津氏の家臣。

## 生涯
島津氏の家臣・伊集院忠倉の子として誕生。初名は忠金で天正4年（1576年）までには忠棟と改名している。
早くから島津義久に仕え、筆頭家老として島津氏の政務を取り仕切り、武将としても肥後国や筑前国などの出兵で多大な功績を挙げている。また、歌道にも優れ、細川藤孝と親交があり、豊臣秀吉の九州出兵以前から、豊臣氏と和睦の交渉を進めていたという。
天正15年（1587年）、秀吉率いる大軍の前に島津軍が次第に劣勢となると、忠棟は抗戦を主張する義久やその弟・義弘らに降伏を説いた。しかし、島津氏は秀吉との戦いを継続する。同年4月17日、義久・義弘が2万人の精鋭をもって豊臣秀長の陣を攻撃した際（根白坂の戦い）に、左軍の北郷時久の突撃と声を合図に、右軍を任されていた忠棟が進軍する手はずであったが、忠棟は聞こえなかったなどという理由で全く進軍しなかった。結果、北郷勢からは多数の死傷者が出て島津軍は退却を余儀なくされ、敗北を喫した。戦後、忠棟は剃髪して自らを人質として秀吉に降伏、島津家の赦免を願い出ており、義久らの説得に当たった。この時の忠棟の弁明により、島津氏存続が達成できたと評価する説もある。
秀吉は忠棟の能力を高く評価し、九州征伐後には直々に肝属一郡を与えられた。以降は島津家の宿老として豊臣政権と直接交渉することが多くなり、石田三成ら奉行衆と昵懇になった。文禄4年（1595年）には領内で太閤検地が行われ、北郷氏に代わり日向諸県郡庄内の地に8万石の所領を与えられた。また、検地後の知行配分の責任者となったため、家中からの不満が彼に集中した。この後、権勢を誇るようになったため、島津宗家からも危険視されるようになった。
そして、慶長4年3月9日（1599年4月4日）、伏見の島津家邸で義弘の子・忠恒によって殺害された。忠棟夫人はことの次第を徳川家康に直訴すること3日に及んだが、家康は夫人の話す薩摩方言が理解できないとして無視を続けた。また、洛北高雄の普賢院の僧が島津義弘の家臣に宛て、忠棟夫人と子らが方々で怨敵（＝忠恒）退散の祈祷を頼んでいるので、忠恒の身辺に用心して欲しいという手紙を送ったという。
忠棟の死後、嫡男の忠真が家督を継いだが、領地の日向都之城に籠り庄内の乱を起こした。

## 忠棟殺害の理由
『庄内軍記』（東京大学史料編纂所蔵）では忠棟が薩摩国・大隅国・日向国の三州の守護となる野望を抱き、石田三成に忠恒を毒殺する計画を持っていることを明かし、それを障子の裏で聞いた忠恒が殺害に及んだという。しかし、『庄内軍記』の異本である鹿児島県立図書館所蔵の『日州庄内軍記』では忠棟が明かした相手は徳川家康となっており、双方とも裏付けとなる同時代史料はない。近年の研究では島津家内の問題も関連して論じられることが多い。
『庄内軍記』では忠恒が単独で計画したことになっており、『庄内陣記』では忠恒・義弘が忠棟殺害を計画し、義久が同意したとされている。また事件後、三成から島津家に対し問責の手紙が送られており、義久が三成にあてて忠恒の単独犯行であったという弁明の手紙を送っている。
山本博文は忠棟の政治的立場が義弘に近く、義久の忠真に対する対応が迅速であった事を見て忠恒と義久が殺害を計画したという説を立てている。小宮木代良も島津家内の政争に起因するという見方をとっているが、義弘・忠恒の二人が共謀したと見ている。重永卓爾は忠恒の個人的な憎悪が原因としている。

## 島津家側の評価
薩摩藩の人物記録『本藩人物誌』には忠棟は「家臣」ではなく「国賊」と記されている。島津家側の資料では「忠棟は独立心を抱き、主君を害するものであった」となっている。また、早くから秀吉に降伏するつもりであり、根白坂の戦いにおいても戦うふりばかりして戦わなかったとされている。
また島津義弘の著書である『惟新公自記』には、忠棟が耳川の戦いにおいて功にはやり、渡河禁止という命令に背いたためにいくつかの部隊が対岸に渡り、味方に多数の死傷者を出す原因になったとある。しかし、この記述は他の史料には存在しておらず、また渡河した部隊に忠棟や伊集院一族がいない点や忠棟が処罰された形跡もないなど不自然な点が多い。
忠棟の情報はこれら島津家の公的史料や、延宝4年（1676年）に成立したとされる軍記物『庄内軍記』およびそれをもとにして書かれた『庄内陣記』によるところが大きく、また忠棟の一族も残らなかったために、江戸時代を通じて再評価されることはなかった。

## 人物・逸話
- 忠棟は熱心な一向宗門徒で、寄進も相当行っていたようである。ある日、夫婦で石山本願寺に参詣に出かけた際に親鸞聖人の木像を所望したが、在家には渡せない決まりであるからと丁重に断られた。忠棟はそれを聞くや怒気を露わにし「これでは武士の面目が立たぬ」と刀を掴み、寺で腹を切るぞと脅した。それに慌てた本願寺はやむなく親鸞聖人の自作とされる木像を忠棟に手渡したという[2]。
- 島津家内では佞臣と評価されたが、江戸時代中期の新井白石は『藩翰譜』において「九州征伐後の島津家の滅亡を救った忠義の者である」としている。